# Elenophorus collaris
Leptoderis collaris · Élénophore
Tribu
Genre
Espèce
Elenophorus collaris, l'Élénophore, est une espèce d'insectes coléoptères de la famille des ténébrionidés, unique représentante du genre Elenophorus et de la tribu des Elenophorini au sein de la sous-famille des Pimeliinae. Endémique de l'Ouest du bassin méditerranéen, cette espèce au fasciès original, troglophile et détritivore, est en nette régression du fait de la destruction de ses biotopes. Cette espèce est également nommée Leptoderis collaris.

## Description
Cet insecte peut faire penser au premier coup d'œil à une araignée ou à une très grosse fourmi, il s'agit pourtant d'un coléoptère. L'adulte mesure de 15 mm à 20 mm de long et est coloré d'un noir bleuté mat.
Comme l'ensemble des Tenebrionidae, ses tarses sont hétéromères, c'est-à-dire les 4 antérieurs sont composés de 5 articles et les 2 postérieurs de 4 seulement.
La tête et le corselet sont presque cylindriques, beaucoup plus étroits que les élytres, qui sont soudées, larges, courtes, ovalaires, déprimées et fortement carénées sur les côtes. Le bord réfléchi des élytres est aussi grand que la partie dorsale. La tête est également carénée et sillonnée transversalement en arrière, le corselet, quant à lui, est légèrement sillonné au milieu. L'épistome, tronqué au milieu, s'avance sur la base des mandibules laissant le labre à découvert. Les antennes, assez grêles, insérées sous les bords latéraux de la tête, sont composées de 11 articles, dont le troisième est particulièrement grand. Les yeux sont éloignés du corselet. Les pattes sont grandes et grêles et munies de crochets simples et les hanches antérieures globuleuses,.
La larve, morphologiquement proche de celle des Blaps, est composée de 12 anneaux revétus d'une peau parcheminée jaune pâle glabre et luisante ; chacun des anneaux ayant le bord postérieur moins pâle par effet du repli de la peau. Elle se déplace essentiellement grâce à deux tubercules hérissés de poils raides situés sur la région anale ; aidée en cela par 3 paires de pattes courtes situées sous les trois premiers anneaux. Neuf paires de stigmates parsèment les flancs de l'animal. La tête paraît être composée de deux parties séparée par sillon transversal rouge, une en demi-cercle portant le labre et l'épistome, l'autre parallélépipèdique munie sur ses flancs de poils blonds denses. Les mandibules robustes sont rouges et ornées de noir en leurs extrémités et côté interne.

## Biologie

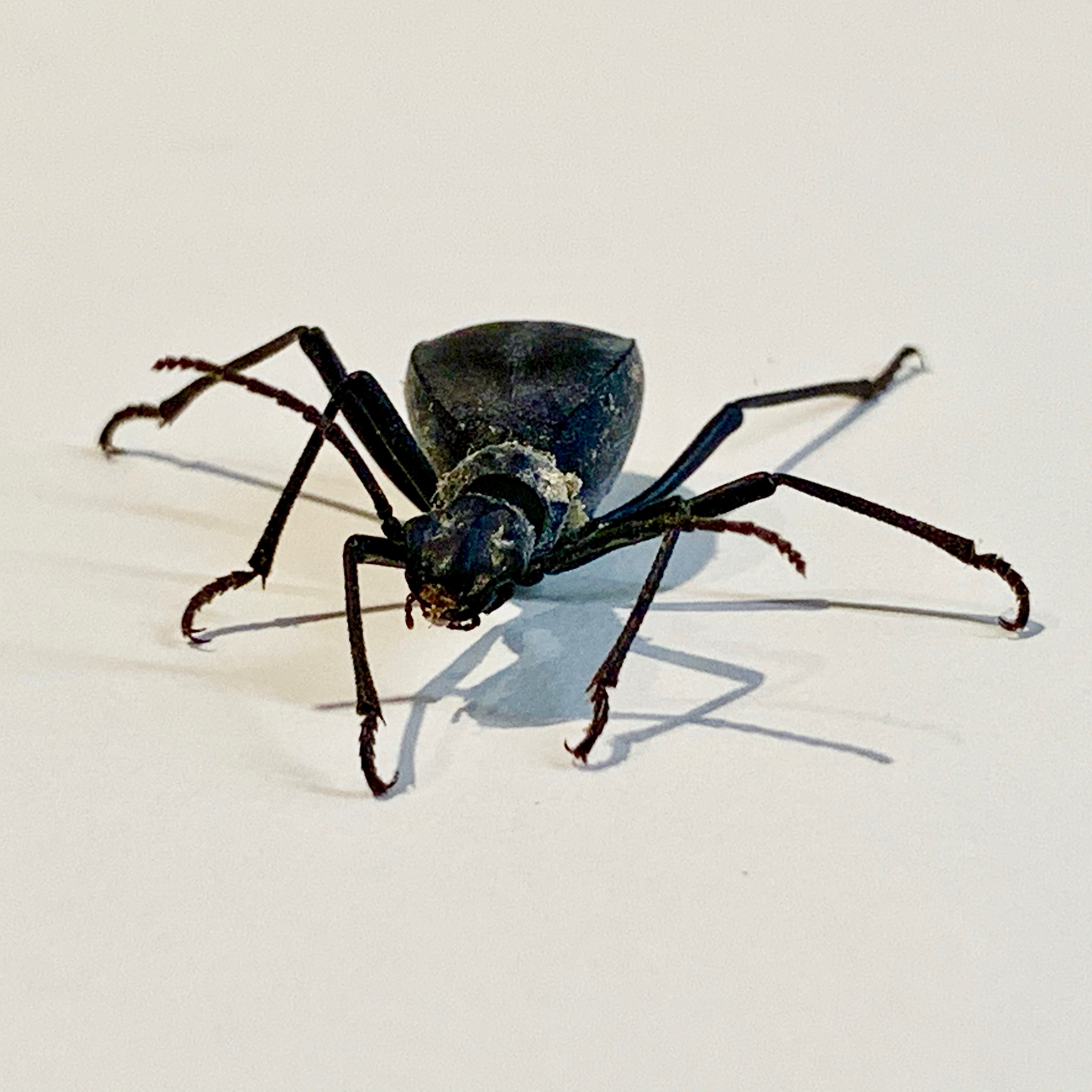
Elenophorus collaris : spécimen photographié une nuit de juin 2020 dans le Gard sur un compost ménager

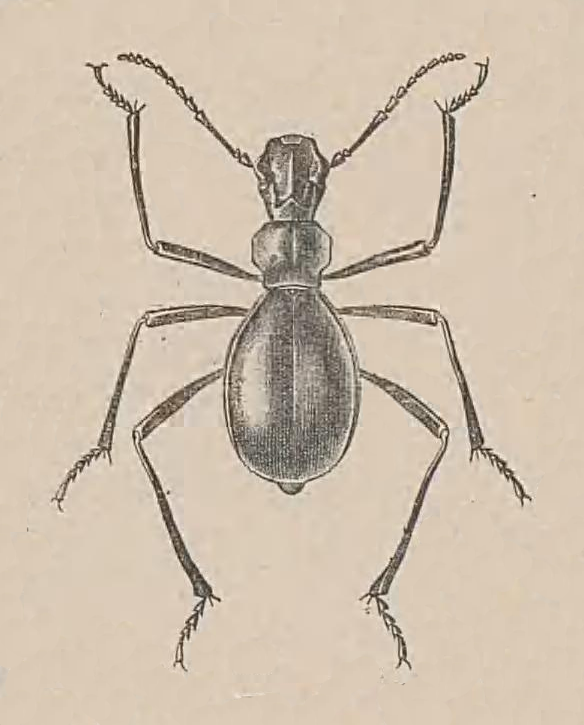
Elenophorus collaris (illustration de Fairmaire)

Cette espèce de coléoptère est troglophile : elle habite dans les grottes sèches à sol terreux, des climats secs et arides. Elle est par exemple régulièrement référencée lors des prospections spéléologiques au sein de l'île de Majorque (Espagne). Cependant, elle est également synanthrope, et vit au sein des grands édifices antiques, des ruines ou même des vieilles maisons, dans les endroits les plus obscurs, à l'instar de la cathédrale de Maguelonne près de Sète (spécimens signalés en 1898 et recherchés en 1995 en vain), des ruines d'Hippone, en Algérie (donnée datant de 1844), des fortifications de Perpignan et des Forts de Collioure dans les Pyrénées-Orientales (données datant de 1861, non confirmées depuis). Cette espèce se rencontre souvent en compagnie de Tenebrionidae plus courantes et aux mœurs similaires telles que les Blaps.
Elenophorus collaris est un détritivore éclectique se nourrissant par exemple  de guano de chauve-souris ou encore de déchets engendrés par les fourmis Messor bouvieri en Espagne. La larve, également détritivore, se tient cachée dans la terre ou dans les débris de substance animale et n'en fait sortir que la partie antérieure de son corps. Elle se nymphose dans le sol.

## Distribution
Elenophorus collaris est endémique de l'Ouest du bassin méditerranéen. Plus précisément, cette espèce est présente en Croatie (Dalmatie), en Italie (Calabre, Toscane, Latium, Campanie, Ischia, Procida, Capri, Sardaigne, Lipari, Sicile), à Malte, en France, en Espagne le long de la côte méditerranéenne et les Baléares, au Maroc et en Algérie. En France, elle a été identifiée sur l'ensemble des départements méditerranéens généralement non loin  de la mer (à l'exception des Alpes-Maritimes et de la Corse) et notamment dans les Bouches-du-Rhône et plus particulièrement le département du Vaucluse où cette espèce est relativement courante. Anciennement connue des départements du Var et des Pyrénées-Orientales, elle n'y a pas été revue depuis plusieurs décennies,.
Elenophorus collaris est peu commune et en nette régression du fait de la destruction des biotopes dans lesquels elle a coutume de vivre. Ses principales menaces sont l'éclairage nocturne, le nettoyage systématiques des monuments historiques et la destruction par méconnaissance, l'insecte ressemblant vaguement à une grosse araignée. Il s'agit d'une espèce déterminante pour l'instoration de ZNIEFF en région Languedoc-Roussillon. En date du mois de mai 2020, un projet d'enquête participative est en cours afin d'établir un état des lieux des populations françaises.

## Systématique
L'espèce est décrite pour la première fois par le naturaliste suédois Linné en 1767, sous le nom de Tenebrio collaris, selon sa méthode binomiale. Le genre Tenebrio est à cette époque de définition très large et correspond peu ou prou à l'actuelle famille des Tenebrionidae. L'espèce est ensuite incluse dans le genre Akis par Fabricius en 1801 dans son Systema Eleutheratorum, ouvrage qui servira de base pour la classification des Coléoptères. Le genre Akis, créé par Herbst est déjà un démembrement des Tenebrio. Il se caractérise par des antennes de 11 articles avec le troisième beaucoup plus long que les autres et les trois derniers plus courts, presque globuleux, ainsi que le labre apparent, le corselet cordiforme et rétréci et les élytres soudées. Mais le corselet plus étroit que l'abdomen et sans échancrure autorise Megerle à inclure l'espèce dans son nouveau genre Helenophorus. Puis successivement introduite dans les genres Pimelia par Olivier et Leptoderis par Billberg, l'espèce est enfin incorporée au sein du genre monotypique Elenophorus par Dejean et Latreille dans leur Histoire naturelle et Iconographie des Insectes coléoptères d'Europe en 1821.
L'épithète collaris vient du latin collum, signifiant « cou ». Quant au nom de genre, son étymologie est plus délicate, Elenophorus provient du grec ancien Ἕλενος et φορός et signifie littéralement « porteur d'Hélénos », le masculin d'Hélène. Sachant qu'« Hélénos » est un célèbre devin troyen, une libre interprétation pourrait par exemple donner « porteur de présage ».

### Synonymes
- Helenophorus collaris (Linnaeus, 1767)
- Leptoderis collaris (Linnaeus], 1767)
- Pimelia collaris (Linnaeus, 1767)
- Akis collaris (Linnaeus, 1767)
- Tenebrio collaris Linnaeus, 1767